# 常林寺 (郡山市)
常林寺（じょうりんじ）は、福島県郡山市中田町駒板に所在する曹洞宗の寺院。正式には観音山 常林寺。南北朝時代から室町時代にかけての作とみられる水月観音像や三春滝桜の子孫と伝えられる樹齢100年ほどの美しいシダレザクラで知られる。

## 境内
- 本堂
- 鐘楼
- 水月観音堂 - 木造観音菩薩半跏像（水月観音）を安置
- 水月観音堂桜 - 大正時代に三春滝桜から種を採取して植えられたと伝えられる樹齢約100年のシダレザクラ

## 文化財

### 木造観音菩薩半跏像
南北朝時代から室町時代にかけての作とみられる高さ92.5cmの寄木造りの観音像。水に映る月を見つめる姿から水月観音とも呼ばれ、境内の水月観音堂に安置されている。1968年（昭和43年）に福島県指定重要文化財に指定。

### 古絵馬七面
1674年（延宝2年）、1712年（正徳2年）、1723年（享保8年）、1766年（明和3年）、1788年（天明8年）等の年号の絵馬、合計7面。図柄は、神馬図、鷹図、高砂図、竹に菊図など。1968年（昭和43年）に郡山市指定重要有形民俗文化財に指定。

## 交通アクセス
- 磐越自動車道郡山東ICより車で20分
- 三春滝桜から車で10分